# Fußball-Weltmeisterschaft 1962/Jugoslawien
Dieser Artikel behandelt die jugoslawische Fußballnationalmannschaft bei der Fußball-Weltmeisterschaft 1962.

## Qualifikation
| Jugoslawien | - | Polen       | 2:1 | Kaloperović 42', Kostić 49' / Brychczy 65' |
| Polen       | - | Jugoslawien | 1:1 | Schmidt 29' / Galić 2'                     |

### Internationales Playoff zwischen UEFA und AFC
| Jugoslawien | - | Südkorea    | 5:1 | Čebinac 42', Šekularac 54' 70', Radaković 67', Galić 89' / Chung 82' |
| Südkorea    | - | Jugoslawien | 1:3 | Yoo 61' / Galić 17' 27', Jerković 89'                                |

## Aufgebot
| Nummer     | Name                | Damaliger Verein    | Geburtsdatum |
| Torhüter   | Torhüter            | Torhüter            | Torhüter     |
| ---------- | ------------------- | ------------------- | ------------ |
| 1          | Milutin Šoškić      | Partizan Belgrad    | 31.12.1937   |
| 12         | Srboljub Krivokuća  | OFK Belgrad         | 14.03.1928   |
| 19         | Mirko Stojanović    | Dinamo Zagreb       | 11.06.1939   |
| Abwehr     |                     |                     |              |
| 2          | Vladimir Durković   | Roter Stern Belgrad | 06.11.1948   |
| 3          | Fahrudin Jusufi     | Partizan Belgrad    | 08.12.1939   |
| 4          | Petar Radaković     | NK Rijeka           | 22.02.1937   |
| 5          | Vlatko Marković     | Dinamo Zagreb       | 01.01.1937   |
| 13         | Slavko Svinjarević  | Vojvodina Novi Sad  | 06.04.1935   |
| 14         | Vasilije Šijaković  | OFK Belgrad         | 30.03.1943   |
| 20         | Žarko Nikolić       | Vojvodina Novi Sad  | 16.10.1938   |
| Mittelfeld |                     |                     |              |
| 6          | Vladimir Popović    | Roter Stern Belgrad | 17.03.1935   |
| 15         | Željko Matuš        | Dinamo Zagreb       | 09.08.1935   |
| 16         | Muhamed Mujić       | Velež Mostar        | 25.04.1932   |
| 17         | Vojislav Melić      | Roter Stern Belgrad | 05.01.1940   |
| 22         | Aleksandar Ivoš     | FK Sloboda Tuzla    | 28.06.1931   |
| Angriff    |                     |                     |              |
| 7          | Andrija Anković     | Hajduk Split        | 16.07.1937   |
| 8          | Dragoslav Šekularac | Roter Stern Belgrad | 30.11.1937   |
| 9          | Dražan Jerković     | Dinamo Zagreb       | 06.08.1936   |
| 10         | Milan Galić         | Partizan Belgrad    | 08.03.1938   |
| 11         | Josip Skoblar       | OFK Belgrad         | 12.03.1941   |
| 18         | Vladimir Kovačević  | Partizan Belgrad    | 16.01.1940   |
| 21         | Nikola Stipić       | Roter Stern Belgrad | 18.12.1937   |
| Trainer    |                     |                     |              |
|            | Prvoslav Mihajlović |                     | 13.04.1921   |

## Spiele der jugoslawischen Mannschaft

### Erste Runde
- Sowjetunion –  Jugoslawien 2:0 (0:0)

Stadion: Estadio Carlos Dittborn (Arica)
Zuschauer: 15.000
Schiedsrichter: Dusch (Deutschland)
Tore: 1:0 Iwanow (51.), 2:0 Ponedelnik (83.)
- Jugoslawien –  Uruguay 3:1 (2:1)

Stadion: Estadio Carlos Dittborn (Arica)
Zuschauer: 8.829
Schiedsrichter: Galba (Tschechoslowakei)
Tore: 0:1 Cabrera (19.), 1:1 Skoblar (25.) 11m, 2:1 Galić (29.), 3:1 Jerković (49.)
- Jugoslawien –  Kolumbien 5:0 (2:0)

Stadion: Estadio Carlos Dittborn (Arica)
Zuschauer: 7.167
Schiedsrichter: Robles (Chile)
Tore: 1:0 Galić (20.), 2:0 Jerković (25.), 3:0 Galić (61.), 4:0 Melić (82.), 5:0 Jerković (87.)
In der Gruppe 1 war Ex-Weltmeister Uruguay zumindest als Mitfavorit eingeordnet worden, doch es kam anders. Zwar siegten die Urus im ersten Spiel noch gegen den Außenseiter Kolumbien 2:1, doch gegen Jugoslawien (1:3) und gegen die UdSSR (1:2) zogen die Südamerikaner den kürzeren. Die Jugoslawen scheiterten in ihrem ersten Spiel gegen die Sowjetunion 0:2, doch gegen Uruguay und gegen Kolumbien (5:0) fuhren die Filigrantechniker vom Balkan, bei denen mit Šoškić, Jusufi, Skoblar und Šekularac später sehr bekannte Bundesligaspieler im Team standen, überzeugende Siege ein und qualifizierten sich als Gruppenzweiter fürs Viertelfinale. Gruppensieger wurde die UdSSR, die sich nur gegen den Tabellenletzten Kolumbien (4:4) einen kleinen Ausrutscher erlaubte.

### Viertelfinale
| 63.324 | Estadio Nacional de Chile (Santiago de Chile) | Jugoslawien | BR Deutschland | Yamasaki (Peru) | 1:0 (0:0) | 1:0 Radaković (85.) |

Derweil traf das Team um Kapitän Hans Schäfer, den letzten verbliebenen Spieler aus der Weltmeisterelf von 1954, auf Jugoslawien, das schon bei den beiden vorhergegangenen WMs Viertelfinalgegner Deutschlands war und jeweils mit 2:0 besiegt werden konnte. Wie in den Vorrundenspielen hatte Nationaltrainer Sepp Herberger eine defensive Marschrichtung vorgegeben, aus der heraus über Uwe Seeler die Konter gefahren werden sollten. Doch außer in der 2. Spielminute, in der ‚Uns Uwe’ den Pfosten traf, verzeichnete das deutsche Team keine nennenswerte Torchance. Die Jugoslawen beherrschten dank ihrer überragenden Technik das Spiel, kamen aber erst drei Minuten vor dem Abpfiff bzw. der drohenden Verlängerung zum verdienten Siegtreffer durch Radaković, der eine Linksflanke von Galić, der wiederum Willi Schulz verladen hatte, einschoss. Herbergers Mannschaft, im personellen Umbruch befindlich, war zur großen Enttäuschung der Fans ausgeschieden. Im Nachhinein wurde das destruktive Spielsystem Herbergers kritisiert und als Ursache der Niederlage gewertet.

### Halbfinale
| 5.890 | Estadio Sausalito (Viña del Mar) | Tschechoslowakei | Jugoslawien | Dienst (Schweiz) | 3:1 (0:0) | 1:0 Kadraba (48.) 1:1 Jerković (69.) 2:1 Scherer (80.) 3:1 Scherer (84.) 11m |

### Spiel um Platz 3
| 67.000 | Estadio Nacional de Chile (Santiago de Chile) | Chile | Jugoslawien | Gardeazábal (Spanien) | 1:0 (0:0) | 1:0 Rojas (90.) |

Im Spiel um den dritten Platz gewannen die Gastgeber durch ein Tor von Rojas gegen die Jugoslawen mit 1:0.